# Provisionamento
Provisionamento se refere à adaptação ou implantação de um serviço de telecomunicações para um cliente em particular. As empresas carriers ou operadoras provisionam (configuram ou instalam) circuitos para conectar uma linha telefônica ou de dados dos clientes na rede de telecomunicações pública. Existem casos específicos onde é dado aos próprios clientes fazerem seu próprio provisionamento conforme a demanda de serviços de telecomunicações, neste caso é chamado de self-provisioning.

A origem do termo provisionamento é antiga, relacionado à logística. Nas viagens de navios da Europa para o novo mundo estes necessitavam de suprimentos diversos, portanto eram provisionados com comida, armas, instrumentos, entre outras coisas.